# Chi Cú diều
Chi cú diều (Ninox) là một chi chim trong họ Strigidae. Chi này bao gồm khoảng 30 loài "cú diều" (có hình dạng bên ngoài tương tự với diều hâu, không có túm lông kiểu "tai" hay khuôn mặt dạng "đĩa" hoặc hình "trái tim" đặc trưng của các loài cú thông thường). Chúng phân bố trên khắp châu Đại Dương và một phần châu Á, một loài duy nhất sống ở Madagaxca.
Các loài "Cú diều" có đuôi khá dài, cánh dài và hơi nhọn, với kích thước thay đổi từ khoảng dưới 100 gram đến 1,7 kg. Các loài nhỏ ăn chủ yếu sâu bọ và động vật có xương sống nhỏ, trong khi những loài lớn nhất như "Cú vọ lực sĩ" có thể bắt những con mồi lớn hơn như thú túi Possum, gấu Koala.
Ở Việt Nam có loài Cú diều nâu (Ninox scutulata) còn được gọi là Cú vọ lưng nâu.

## Các loài
| STT | Tên khoa học          | Chiều dài (cm) | Sải cánh (cm) | Khối lượng (g) | Tên tiếng Việt      |
| --- | --------------------- | -------------- | ------------- | -------------- | ------------------- |
| 1.  | Ninox strenua         | 48-65          | 112-135       | 1050-1700      | Cú vọ lực sĩ        |
| 2.  | Ninox rufa            | 46-57          | 105-125       | 700-1300       | Cú diều hung        |
| 3.  | Ninox connivens       | 38-45          | 85-100        | 425-960        | Cú sủa              |
| 4.  | Ninox novaeseelandiae | 26-36          | 70-85         | 140-360        | Cú diều phương Nam  |
| 5.  | Ninox superciliaris   | 23-30          | -             | 236            | Cú diều Madagaxca   |
| 6.  | Ninox rudolfi         | 30-36          | -             | 222            | Cú diều Sumba       |
| 7.  | Ninox scutulata       | 27-33          | 80            | 170-230        | Cú diều nâu         |
| 8.  | Ninox japonica        | -              | -             | -              | Cú diều phương Bắc  |
| 9.  | Ninox randi           | -              | -             | 200-220        | Cú diều Chocolate   |
| 10. | Ninox odiosa          | 20-23          | -             | 209            | Cú diều New Britain |
| 11. | Ninox meeki           | 25-31          | -             | -              | Cú diều Manus       |
| 12. | Ninox variegata       | 23-30          | -             | -              | Cú diều New Ireland |
| 13. | Ninox affinis         | 25-28          | -             | -              | Cú diều Andaman     |
| 14. | Ninox ochracea        | 25-29          | -             | -              | Cú diều bụng hung   |
| 15. | Ninox theomacha       | 20-28          | -             | -              | Cú diều Papuan      |
| 16. | Ninox punctulata      | 20-26          | -             | 151            | Cú diều đốm         |
| 17. | Ninox jacquinoti      | 25-30          | -             | 174            | Cú diều Solomon     |
| 18. | Ninox natalis         | 26-29          | -             | 130-190        | Cú diều Christmas   |
| 19. | Ninox obscura         | -              | -             | -              | Cú diều Hume        |
| 20. | Ninox burhani         | 25             | -             | 98             | Cú diều Togian      |
| 21. | Ninox sumbaensis      | 23             | 57            | 90             | Cú diều Sumba nhỏ   |
| 22. | Ninox ios             | 22             | -             | 78             | Cú diều Cinnabar    |
| 23. | Ninox squamipila      | 25-36          | -             | 140-210        | Cú diều Hantu       |
| 24. | Ninox forbesi         | -              | -             | -              | Cú diều Tanimbar    |
| 25. | Ninox hypogramma      | -              | -             | -              | Cú diều Halmahera   |
| 26. | Ninox philippensis    | 15-18          | -             | 125            | Cú diều Luzon       |
| 27. | Ninox mindorensis     | 20             | -             | 100-118        | Cú diều Mindoro     |
| 28. | Ninox reyi            | -              | -             | -              | Cú diều Sulu        |
| 29. | Ninox spilocephala    | -              | -             | -              | Cú diều Mindanao    |
| 30. | Ninox spilonotus      | -              | -             | -              | Cú diều Romblon     |
| 31. | Ninox rumseyi         | -              | -             | -              | Cú diều Cebu        |
| 32. | Ninox leventisi       | -              | -             | -              | Cú diều Camiguin    |